# Marmaroxylon eperuetorum
Marmaroxylon eperuetorum là một loài thực vật có hoa trong họ Đậu. Loài này được (Sandwith) L.Rico mô tả khoa học đầu tiên.